# Taisuke Muramatsu
Taisuke Muramatsu (Shizuoka, 16 december 1989) is een Japans voetballer.

## Carrière
Taisuke Muramatsu speelde tussen 2008 en 2010 voor Honda en Shonan Bellmare. Hij tekende in 2011 bij Shimizu S-Pulse.